# Юлия Вревская (фильм)
«Юлия Вревская» (болг. Юлия Вревска) — советско-болгарский художественный фильм режиссёра Николы Корабова.
Премьера фильма состоялась 23 января 1978 года и была приурочена к столетней годовщине освобождения Болгарии в ходе русско-турецкой войны. Фильм посвящён памяти Юлии Вревской и всем, отдавшим жизнь за освобождение Болгарии.

## Сюжет
Муж баронессы Юлии Вревской, генерал Вревский, погибает на Кавказе. Молодая вдова становится придворной фрейлиной, среди её друзей — Василий Верещагин и Иван Тургенев, она путешествует по Европе, в Париже знакомится с Виктором Гюго.
После разгрома Апрельского восстания в Болгарии Россия объявляет войну Турции. Юлия Вревская узнаёт от болгарского ополченца Николы Корабелова о зверствах башибузуков в Болгарии. Находясь под впечатлением от услышанного и воодушевлённая всеобщим народным подъёмом, Вревская решает отправиться в действующую армию сестрой милосердия. На фронт отправляется и Верещагин, при переправе с передовыми отрядами через Дунай он получает ранение. Русскую армию-освободительницу с ликованием встречает местное население. Юлия Вревская продвигается вместе с госпиталем вслед за наступающей армией, она видит все ужасы войны, раздаёт хлеб голодным детям. Главнокомандующий русской армией великий князь Николай Николаевич встречается с Верещагиным и даёт ему задание написать парадное полотно на военную тему.
Тем временем русские войска ведут героическую битву за Шипкинский перевал. Подоспевшие русские части в критический момент решают исход сражения в свою пользу. На Главную квартиру прибывает Александр II. В ателье Верещагина император осматривает работы художника и награждает его орденом. Там же Верещагин узнаёт о гибели под Плевной своего брата Сергея Верещагина. Вревская работает в полевом госпитале под руководством доктора Павлова. Раненые солдаты и персонал госпиталя устраивают праздник по случаю взятия Плевны русскими войсками. Госпиталь посещает Николай Николаевич, он настоятельно требует возвращения Вревской в Россию, ведь враг разбит, и её помощь здесь уже не требуется, но Вревская отказывается, она не может оставить своих раненых. В Тырново торжественно провозглашают освобождение Болгарии от турецкого ига. Войну сопровождает эпидемия тифа. Ухаживая за больными, Вревская заражается сыпным тифом и вскоре умирает. Незадолго до смерти она получает адресованное ей письмо Тургенева. Верещагин и Корабелов провожают Юлию Вревскую в последний путь.

## В ролях
- Людмила Савельева — Юлия Вревская
- Стефан Данаилов — Никола Корабелов
- Регимантас Адомайтис — Василий Верещагин
- Юрий Яковлев — великий князь Николай Николаевич
- Владислав Дворжецкий — Александр II
- Анатолий Солоницын — доктор Павлов
- Алексей Петренко — Степан Князев
- Николай Гринько — Савашевич
- Борислав Брондуков — Тюрин
- Ролан Быков — маркитант Брофт
- Семён Морозов — Брянов
- Владимир Ивашов — генерал
- Вацлав Дворжецкий — военный министр
- Коста Цонев — старый ополченец
- Тимофей Спивак — брат художника Верещагина
- Валентина Березуцкая — сестра милосердия
- Любовь Полищук — Люба, сестра милосердия
- Георги Черкелов[болг.] — Виктор Гюго
- Эмилия Радева[болг.] — мать Корабелова
- Димитр Хаджиянев[болг.] — отец Корабелова
- Никола Корабов — фотограф
- Леонид Оболенский

## Дополнительные факты
- В начале фильма процитировано стихотворение в прозе И. С. Тургенева «Памяти Ю. П. Вревской»
- В фильме использованы марши, песни, танцы, гимны XIX века
- Фильм снят с участием войск советской и болгарской армий